# Navamorales
Navamorales – gmina w Hiszpanii, w prowincji Salamanka, w Kastylii i León, o powierzchni 17,53 km². W 2011 roku gmina liczyła 82 mieszkańców.